# Mirza Nasir Ahmad

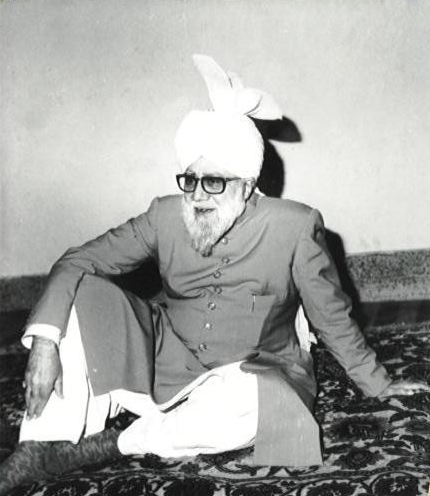
Khalifat ul-Massih III.

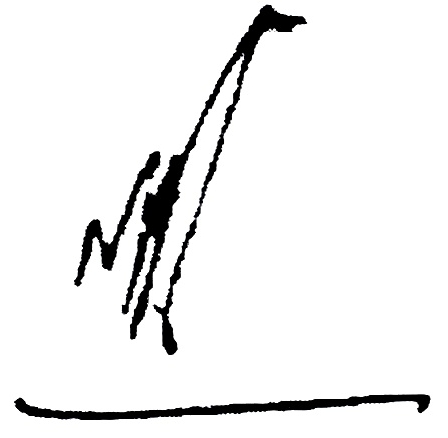
Unterschrift von Mirza Nasir Ahmad

Mirza Nasir Ahmad (Urdu مرزا ناصر احمد DMG Mīrzā Nāṣir Aḥmad; * 9. November 1909 in Qadian; gestorben am 9. Juni 1982 in Islamabad) wurde am 8. November 1965 zum dritten Khalifat ul-Massih gewählt. Er war Sohn seines Vorgängers Mirza Baschir ud-Din Mahmud Ahmad.

## Leben
Mirza Nasir Ahmad vollendete mit dreizehn Jahren das Auswendiglernen des Korans und wurde Hafiz. Später absolvierte er den Masterabschluss an der Universität Oxford. Er heiratete im August 1934 Mansura Begum. Nach dem Ableben seiner ersten Frau heiratete er am 11. April 1982 Dr. Tahira. Mirza Nasir Ahmad war besonders aktiv im Bereich der Bildung in der Jamaat. So wurde er 1938 Professor an der Jamia Ahmadiyya (Theologische Hochschule), und im Juni 1939 deren Direktor.

## Khalifat
Mirza Nasir Ahmad wurde am 8. November 1965 zum Khalifat ul-Massih gewählt und errichtete sogleich nach der Wahl ein Spezialfonds, die Fazle-Umar-Stiftung. Mit dessen Hilfe sollte die Fortsetzung der Arbeiten seines Vorgängers, Mirza Baschir ud-Din Mahmud Ahmad, gesichert werden. Die Stiftung hat auch die Gründung und den Unterhalt einer Zentralbibliothek in Rabwah finanziert.

## Auslandsbesuche

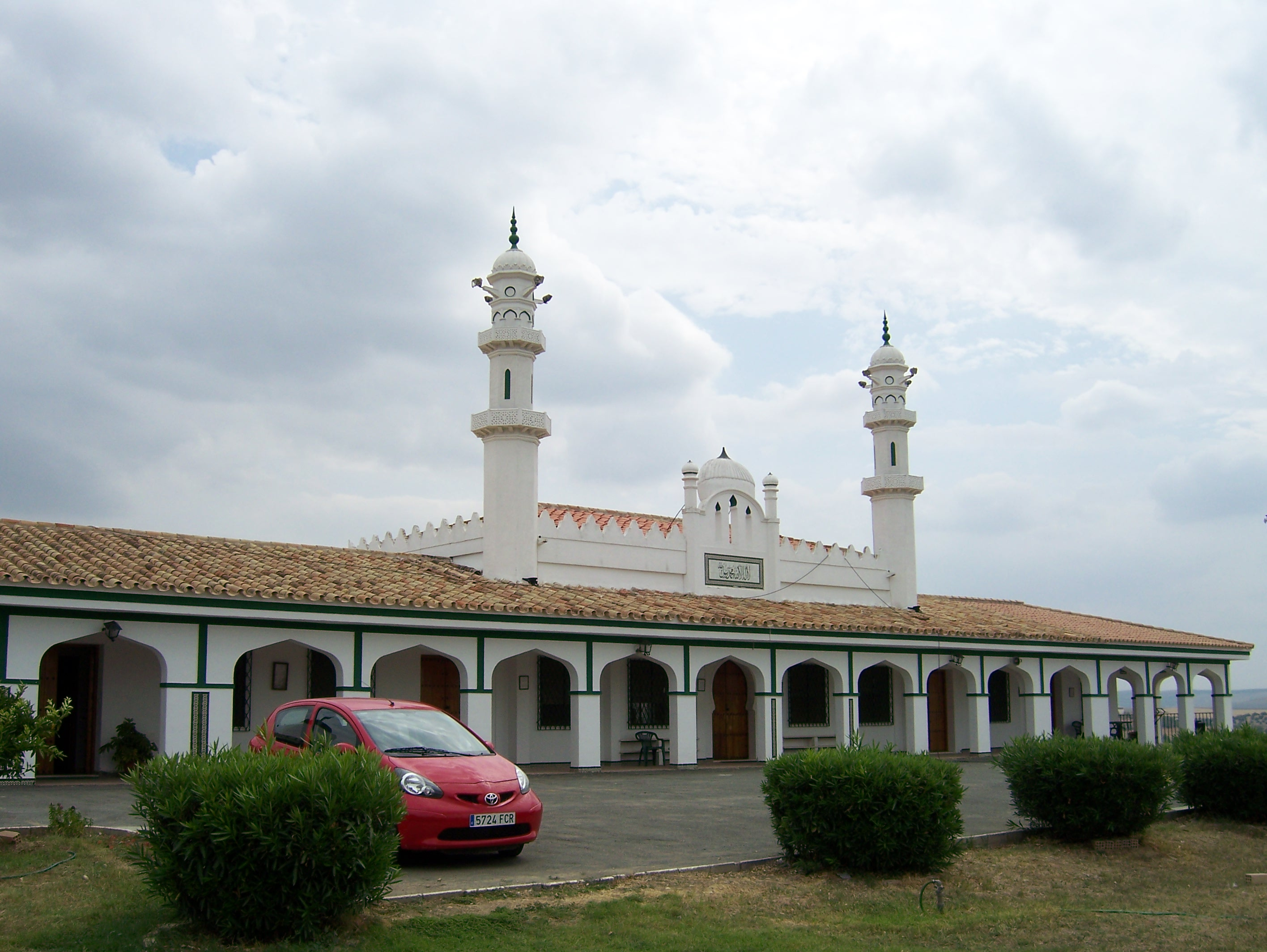
Die Bascharat-Moschee

### Europa
Auf seiner ersten Europareise 1967 hielt er seine Grundsatz-Rede „Eine Botschaft des Friedens, ein Wort der Warnung zugleich“ in London. Am 31. Juli 1967 eröffnete er mit Nusrat-Jehan Moschee in Kopenhagen die erste Moschee in den nordischen Ländern. 1976 reiste er nach Europa und Amerika. Am 2. und 3. Juni 1978 wird eine „Konferenz zur Errettung Jesu vom Kreuz“ in London abgehalten.
Seine letzte Auslandsreise war im Jahre 1980. In dieser Reise legte er unter anderem den Grundstein für die erste Moschee auf spanischem Boden nach Ausweisung der Muslime aus Spanien vor über 500 Jahren. Dabei prägte er das Motto der Ahmadiyya Muslim Jamaat „Liebe für alle, Hass für keinen“.

### Afrika
Bei seiner Reise durch Westafrika 1970 gründete Mirza Nasir Ahmad die Stiftung des „Nusrat-Jehan-Plans“. Mit diesem Plan sollten Schulen und Kliniken in den afrikanischen Ländern eröffnet werden, um so einen sozialen und kulturellen Beitrag zur Entwicklung des Kontinentes zu leisten.

### Pakistan
1966 legte Mirza Nasir Ahmad den Grundstein für die Masjid-e-Aqsa in Rabwah, die weltweit größten Moschee der Ahmadiyya Muslim Jamaat. Nach den Anti-Ahmadiyya-Aufständen von 1974 standen Mirza Nasir Ahmad und vier weitere Ahmadi-Gelehrte einer elftägigen gerichtlichen Untersuchung der Nationalversammlung gegenüber. Letztlich wurde die Ahmadiyya am 21. September 1974 vom pakistanischen Parlament einer nicht-muslimischen Religionsgemeinschaft erklärt.

### Tod
Er starb am 9. Juni 1982 um 0.45 Uhr in der Bait-ul-Fazl, Islamabad, im Alter von 73 Jahren. Am gleichen Tag wurde er im Bahischti Maqbarah (Rabwah) beigesetzt. Das Totengebet leitete sein Nachfolger Mirza Tahir Ahmad, der am gleichen Tag zum vierten Khalifatul Massih gewählt wurde.

## Werke
- Hamare Aqaed (Unsere Glaubensgrundsätze)
- Eek Satsche aur Haqieqie Khadim ke barah aosaf (12 Eigenschaften eines wahren und pflichtbewussten Khadims [Dieners])
- Amn ka peigham aur ik harf-e-intahab (Eine Botschaft des Friedens und eine Warnung an die Welt zugleich)
- Jalsa Salana ki Duaen (Gebete für die Jalsa Salana)
- Qurani Anwar
- Tameer-e-Baitullah
- Almasabih
- Message of Love and Brotherhood to Africa (PDF; 389 kB)
- Khilafat and Mujadadiyyat (PDF; 220 kB)